# Funk Volume
Funk Volume est un label discographique indépendant de hip-hop américain, situé à Los Angeles, en Californie. Il est cofondé en 2009 par le rappeur Hopsin et Damien « Dame » Ritter et dissous en 2016.

## Histoire
Après un contrat échoué avec Ruthless Records, le rappeur Hopsin et Damien Ritter fondent le label indépendant Funk Volume. Pour le lancement du label, Hopsin contacte la boite LegalZoom, et obtient les papiers par e-mail. Le premier rappeur à signer avec Funk Volume est le petit frère de Damien Ritter et un ami d'enfance de Hopsin, SwizZz. Le premier projet publié à Funk Volume est une mixtape collaborative entre Hopsin et SwizZz intitulée Haywire le 18 juin 2009. Ils prévoient initialement de la mettre sur le marché, mais en sont incapables Hopsin étant toujours sous contrat avec Ruthless Records à cette période. Le premier album officiel publié à Funk Volume est le deuxième album de Hopsin, Raw en novembre 2010, qui contient les singles Sag My Pants et Nocturnal Rainbows.
En novembre 2011,  le rappeur originaire de Las Vegas Dizzy Wright signe avec Funk Volume qui a été « impressionné par son flow, sa présence confiante sur scène et l'énergie qu'il a donné à la foule. » Au début de 2012, Hopsin signe le rappeur Jarren Benton, qui publie par la suite sa mixtape Freebasing With Kevin Bacon en juin 2012,. Dizzy Wright est le premier artiste signé aux côtés d'Hopsin, à enregistrer un album studio officiel à Funk Volume intitulé, SmokeOutConversations le 20 avril 2012. Il suit d'un EP intitulé The First Agreement en décembre 2012. Les deux albums atteignent le top 50 des Billboard Top RnB/Hip-Hop Albums. Jarren Benton publie son premier album My Grandma's Basement, le 11 juin 2013. My Grandma's Basement atteint la quatrième place des Billboard Heatseekers Albums, et la 152e place du Billboard 200.
Le 9 août 2013, SwizZz publie le premier single, Zoom In de son premier album encore sans titre prochainement publié en 2014. Le 20 août 2013, Damien Ritter révèle lors d'un entretien avoir parlé à plusieurs labels d'éventuels contrats de distribution. Il annonce aussi la publication d'un compilation de Funk Volume dans le futur. Le 18 septembre 2013, Funk Volume révèle avoir agrandi sa division de production pour y inclure Kato et Rikio. Le label publie ensuite l'album Knock Madness de Hopsin le 26 novembre 2013. Avec l'aide d'Empire Distribution, Knock Madness devient la première publication de Funk Volume distribuée sous format CD dans le marché. En mai 2014, Jarren Benton est le troisième artiste signé chez Funk Volume à être élu freshman class au magazine XXL.
Le 7 janvier 2016, Hopsin poste sur Instagram que Funk Volume est officiellement « mort ». Il explique que le cofondateur Dame Ritter « voulait trop en prendre le contrôle. » Lassé du manque de respect de son partenaire, Hopsin menace de quitter Funk Volume si Ritter ne part pas. Hopsin quitte le label quatre jours plus tard.
En mars 2016, Hopsin sort Ill Mind of Hopsin 8 dans lequel il explique le conflit entre Dame Ritter et lui-même et la dissolution du label.

## Artistes

### Anciens artistes
- Hopsin
- SwizZz
- Dizzy Wright
- Jarren Benton

### Producteurs et DJs affiliés
- DJ Hoppa
- Kato
- Rikio
- BJames

## Discographie
| Artiste       | Album                  | Date de sortie   |
| ------------- | ---------------------- | ---------------- |
| Hopsin        | Raw                    | 19 novembre 2010 |
| Dizzy Wright  | SmokeOut Conversations | 20 avril 2012    |
| Dizzy Wright  | The First Agreement EP | 3 décembre 2012  |
| Jarren Benton | My Grandma's Basement  | 11 juin 2013     |
| Hopsin        | Knock Madness          | 26 novembre 2013 |
| Dizzy Wright  | State of Mind          | 15 avril 2014    |
| Jarren Benton | Slow Motion Volume One | 27 janvier 2015  |
| DJ Hoppa      | Hoppa and Friends      | 31 mars 2015     |
| Dizzy Wright  | The Growing Process    | 26 mai 2015      |
| Kato          | Pathomania EP          | 5 juin 2015      |
| Hopsin        | Pound Syndrome         | 24 juillet 2015  |